# Tony Hawk: Shred
Tony Hawk: Shred – jedenasta gra w serii gier Tony Hawk’s.